# Monegassisch-polnische Beziehungen
Monegassisch-polnische Beziehungen sind die außenpolitischen Beziehungen zwischen Monaco und Polen. 
Beide Staaten nahmen 1919 diplomatische Beziehungen auf, nachdem Polen nach dem Ersten Weltkrieg die Unabhängigkeit wiedererlangt hatte. Polen hatte in Monaco bis 1939 ein Honorarkonsulat. 1990 wurden die diplomatischen Beziehungen wieder aufgenommen. Seit 2007 nimmt die polnische Botschaft in Paris die Interessen Polens in Monaco wahr. Die monegassischen Interessen in Polen werden von der monegassischen Vertretung in Berlin wahrgenommen. 